# Les Damps
Les Damps é uma comuna francesa na região administrativa da Normandia, no departamento de Eure. Estende-se por uma área de 4,74 km². Em 2010 a comuna tinha 1 388 habitantes (densidade: 292,8 hab./km²).